# لا كويفا دي روا
بلدية لا كويفا دي روا (بالإسبانية: La Cueva de Roa)‏, هي إحدى بلديات مقاطعة برغش, التي تقع في منطقة قشتالة وليون, والتي تقع في شمال غرب إسبانيا.
يبلغ عدد سكانها 111 نسمة وفقاً لإحصائية سنة (2002).